# 利普斯卡尼

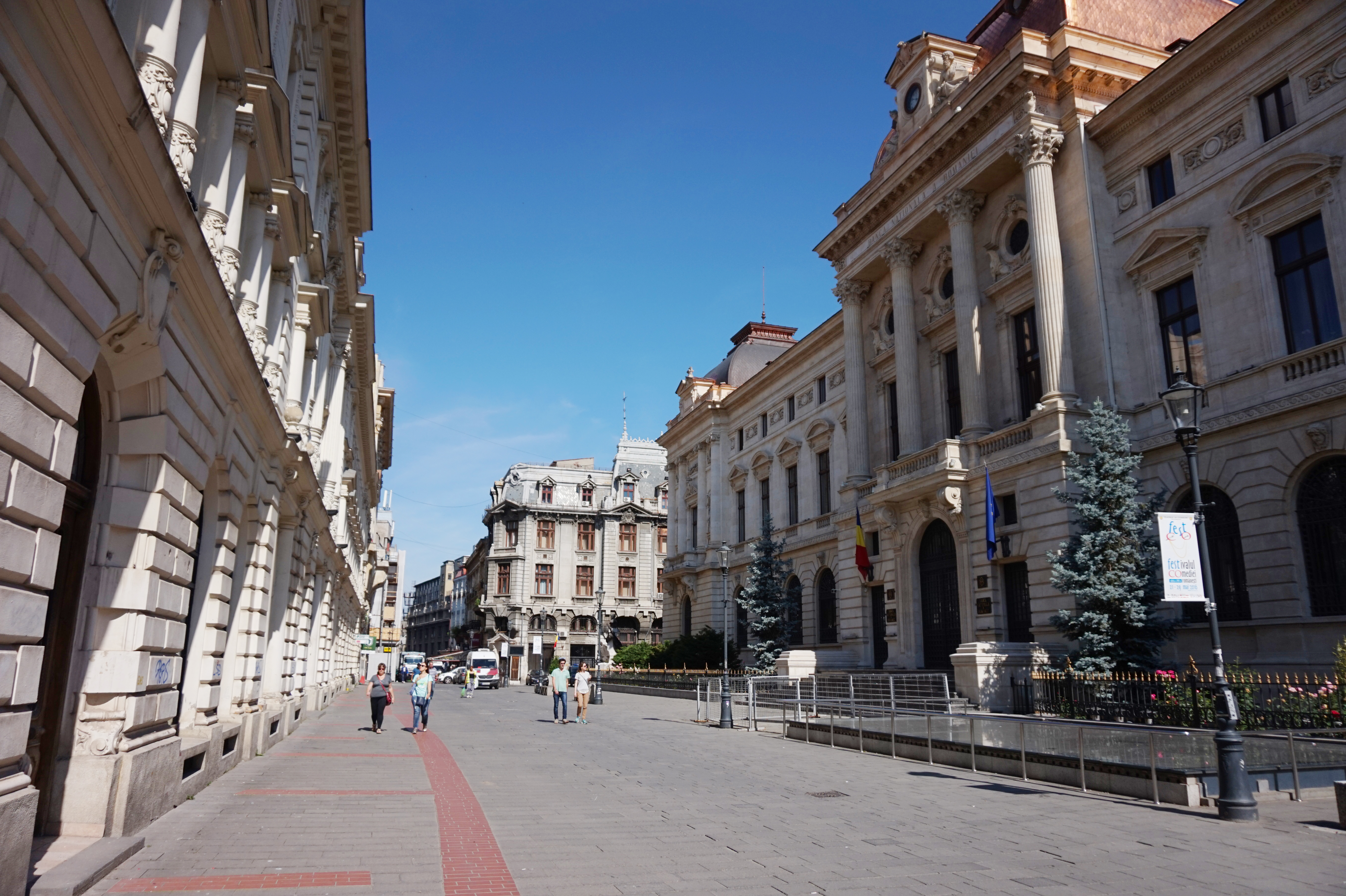

利普斯卡尼（英語：Lipscani）是羅馬尼亞布加勒斯特的一條街道和地區名稱。自中世紀至19世紀初，利普斯卡尼是布加勒斯特和瓦拉幾亞地區最重要的商業區。
在共產主義時期，整個地區被拆除，利普斯卡尼一時荒廢。但現在利普斯卡尼又成為布加勒斯特最吸引遊客的地區，擁有眾多餐廳酒吧和商店。現在許多建築已得到恢復，利普斯卡尼的不少地區也改為步行街。
44°25′54.59″N 26°6′5.93″E / 44.4318306°N 26.1016472°E